# 中國飛機租賃
中國飛機租賃集團控股有限公司（英语：China Aircraft Leasing Group Holdings Limited，港交所：1848），簡稱中飛租賃，是總部位於香港的一家中國飛機租賃集團。

## 歷史
2006年，由潘浩文於香港成立中國飛機租賃有限公司，並在英屬維爾京群島註冊。主要股東為中國光大控股有限公司和富泰资产管理有限公司，集團主席為趙威，是亞洲首家飞机全产业链解决方案提供商。集團總部位於香港，旗下10個辦事處分佈於北京、天津、上海、深圳、哈爾濱、法國、愛爾蘭、馬來西亞、新加坡。
業務在面向包括中國在內的全球航空公司，提供經營性飛機租赁、飛機融資方案、老舊飛機處置方案、售後回租飛機、飛機拆解、航材循環等服務。
公司股份在2014年7月11日於港交所主板上市。招股價為5.53港元，全球發售。中國飛機租賃集團是亞洲首家上市的飛機租賃公司。
2014年，公司成立国际飞机再循环有限公司。
2015年及2016年，集團連續兩年獲得《全球運輸金融》頒發「全球最佳飛機租賃商」。飞机租赁商年度最佳日本税务融资租赁（JOLCO）融资交易。
2015年9月，獲得中國航空金融獎評委會頒發“首單租賃中期票據融資創新獎”。
2016年9月，獲得中國航空金融論壇“國際市場開拓獎”。 
2016年11月，獲得《信報財經新聞》評選頒發「傑出上市公司2016」主板（中型企業）。 Airline Economics雜誌評選「亞太區年度創新交易」 《資本壹周》雜誌評選頒發「傑出上市企業大獎」
2017年3月，獲得財華網及騰訊網聯合主辦「2016港股100強」之「新股最具增長動力獎」。
2017年3月，收购美国拆解公司 UAM 以更好的经验公司位于哈尔滨的中国飞机循环再制造基地。
2018年，公司和国际飞机再循环有限公司与FL Technics（FLT）合资成立中龙欧飞飞机维修工程有限公司。
2019年5月28日，中飛租賃簽訂8.4億美元五年期無抵押循環銀團貸款，將用於支付部分新訂飛機預付款。該筆銀團貸款原額度為5億美元，獲得超額認購，成為亞洲迄今最大金額的飛機預付款融資項目。
2020年3月5日，中國飛機租賃正式收購印尼翎亞航空母公司的35.68%股份，作價2,800萬美元（即約2.184億港元） 。

## 外部連結
- calc.com.hk（页面存档备份，存于）